# Aimo Reitala
Aimo Rauno Reitala (till 1938 Reilin), född 26 september 1931 i Tammerfors, död 30 december 2012 i Helsingfors, var en finländsk konsthistoriker.
Reitala blev filosofie doktor 1967. Han var 1953–1970 amanuens och assistent vid Helsingfors universitets konsthistoriska institution, 1976–1981 äldre forskare vid Finlands Akademi, 1987–1992 personlig extra ordinarie professor i konsthistoria vid Åbo universitet och 1992–1996 ordinarie professor i ämnet. Han publicerade bland annat en avhandling om Victor Westerholm (1967), en biografi över Werner Holmberg (1986) och ett antal arbeten som behandlar den klassiska finländska konstens idéhistoriska bakgrund. Verket Suomi-neito (1983) skildrar visuella personifikationer av Finland över tid.